# Лінда Чжоу
Лінда Чжоу (нар. 24 лютого 1983) — американська співачка з азійським корінням. Уперше дебютувала на ETTV China World Top Idol у 2006 році та зайняла перше місце.

## Біографія
24 лютого 1983 року народилася у США в штаті Каліфорнія. Її батько має тайванське походження, а мати — в'єтнамське. Лінда почала співати у віці трьох років. У той час на її спів вплинула бабуся, яка завжди навчала свої короткі японські пісні. Вона навчалася у першому класі, коли вона виявила, що дуже любить співати у хорі. Вона продовжувала виступати у цьому хорі до четвертого класу. Тому вона не приєдналася до іншої школи, до старших класів. Вона навчалася у політехнічній вищій школі Лонг-Біч, де вона приєдналася до джазового ансамблю «Jazz I», Джаз II Vocal та камерного хору. Саме тоді вона упевнилася, що вона любить спів та виконання пісень.
Лінда Чжоу навчалася у Університеті штату Каліфорнія в Сан-Дієго, де отримала ступінь бакалавра фармакологічної хімії.
Лінда Чжоу продовжувала вивчати фармакологічну хімію в UCSD, не замислюючись про кар'єру співачки, аж поки її товариш, не запропонував взяти участь у співацькому конкурсі, який проводила тайванська асоціація студентів. У 2006 році Лінда зайняла перше місце на ETTV China World Top Idol, здобувши всесвітнє визнання. Однак свою співочу кар'єру вона почала в США, вигравши ETTV US Top Idol у 2006 році.[джерело?]

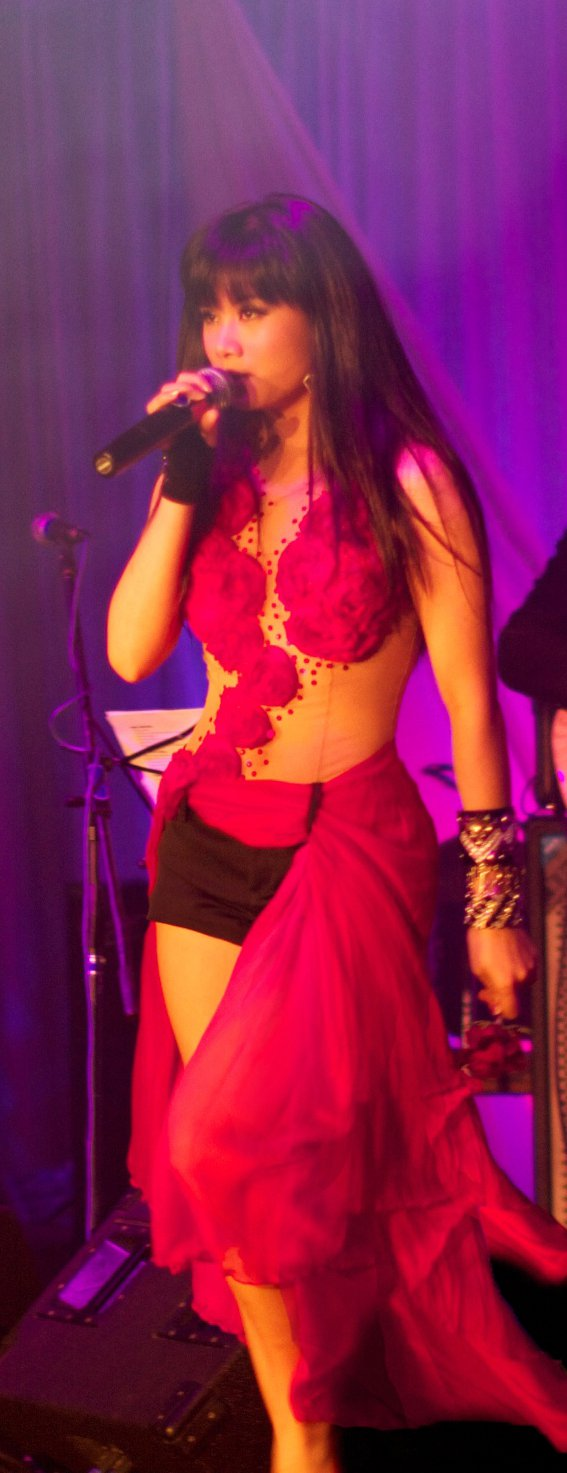
Лінда Чжоу

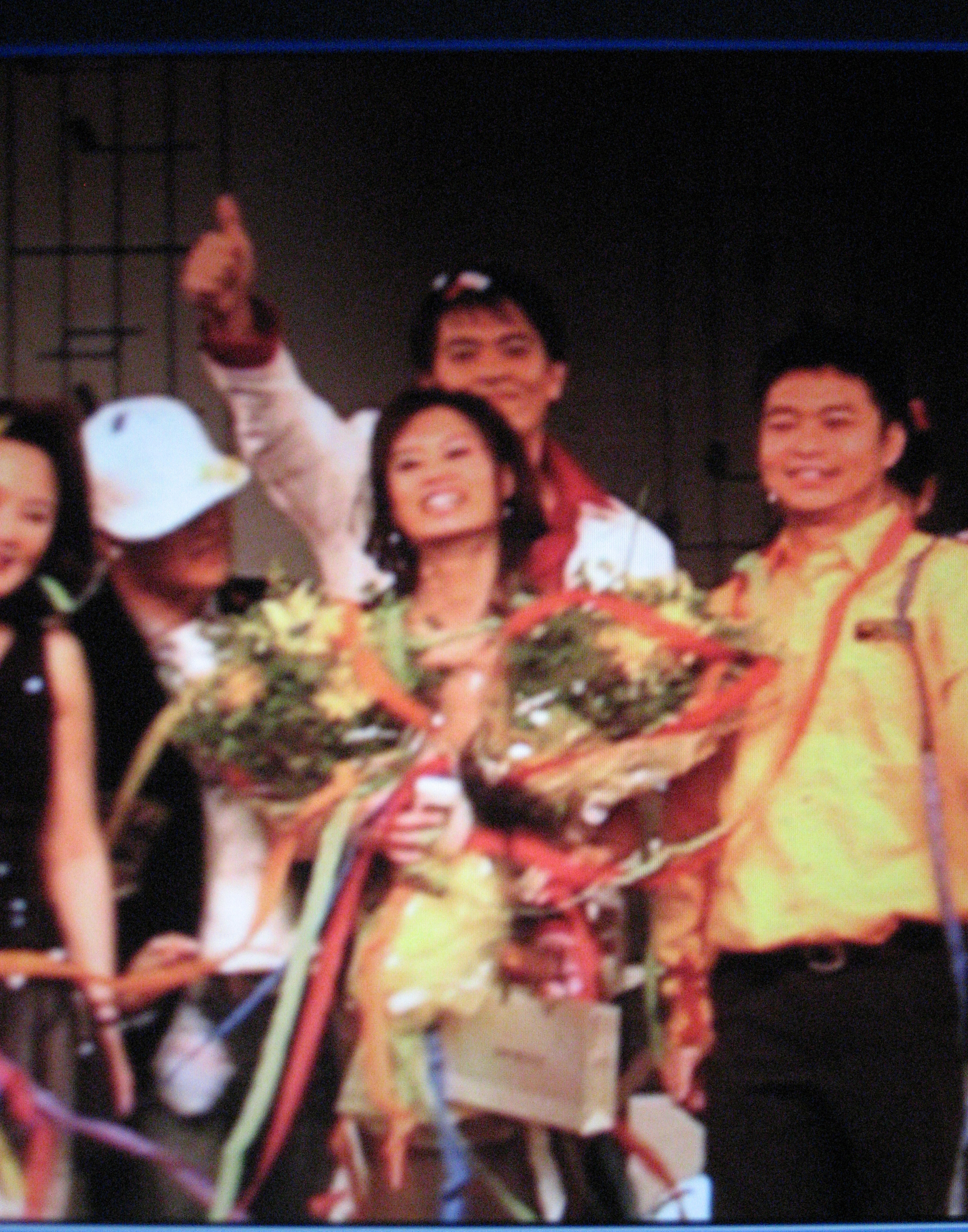
Лінда Чжоу завоювала 1-е місце на ETTV US Top Idol 2006

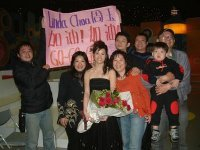
Лінда Чжоу з родиною після того, як вона виграла ETTV world top idol 2006

Незабаром вона повернулася до США. Приблизно в цей час Лінда познайомилася з в'єтнамським співаком Енді Квахом, щоб записати кілька треків для свого CD Showtime. Енді потім представив Лінду Van Son Productions і вона полетіла назад до Тайваню, щоб виступити на своєму першому конкурсі В'єтнамської естради. Лінда та Енді виконали дуетом «Tinh Mai Ben Nhau», де вони удвох співали мандаринською мовою для в'єтнамців. Ця пісня стала хітом і також стала початком для кар'єри Лінди у в'єтнамській музичній індустрії.
Перший сольний дебют Лінди відбувся на Van Son у Сінгапурі з хітом «Nguoi Tinh Mua Dong». Хоча й інші співаки вже виступали з цією класичною китайською піснею співачки Фей Вонг, але вона була першою, хто виконав її китайською та в'єтнамською мовами.
У серпні 2008 році співачка випустила перший свій альбом під назвою «Секрет». У альбомі були пісні, які були виконані в'єтнамською, мандаринською та англійською мовами. Альбом зайняв 8 місце серед покупок на www.RangDong.com, а її пісня «Cho Mong Bong Anh» посіла 6 місце серед найпопулярніших пісень.[уточнити]
Лінда тепер[коли?] подорожує по всій країні і по всьому світу для своїх виступів, виступаючи в численних казино, клубах та на відкритих майданчиках. Її репертуар включає в основному поп-пісні різними мовами, починаючи від мандаринської, а також кантонської, в'єтнамської, англійської та іспанської.
Станом на 2018 рік Чжоу співає для Van Son Entertainment Productions, що відома своїми в'єтнамськими різноманітними шоу, які включають спів та комедійні сценки.

## Дискографія
- Tinh Mai Ben Nhau variety album single released 11 січня 2008 року
- Секрет сольний альбом, випущений 8 серпня 2008 року
- Альбом Nguoi Tinh Mua Dong variety сингл 22 квітня 2009 року
- сольний альбом «Eternal Love» випущений у 2011 році

## Фільмографія
- Van Son 36 In Taiwan-Nguoi Viet O Xu Dai
  - 21. Tinh Mai Ben Nhau (duet w/ Andy Quach)
- Van Son 38 In Singapore — Dem Hoi Ngo
  - 3. Chinese Melodies (w/ Cat Tien, Andy Quach, Don Ho)
  - 7. Nguoi Tinh Mua Dong
- Van Son 39 In Anaheim/San Jose 2 — Me Va Que Huong
  - 8. Me Dau Yeu
- Van Son 40 In Dallas — Nhung Chuyen Tinh Bat Tu
  - 1. Boi Roi Trong Tinh Yeu
- Van Son 41 In Florida — Que Huong Gap Lai
  - 1. Lien Khuc Que Huong Ba Mien (w/Viet Thao, Van Son, Truong Vu, Diem Lien, Ha Vy, Tam Doan, Cat Tien)
  - 10. Hiu Quanh
  - 13. Lien Khuc Tuoi Hoc Tro (w/Andy Quach, Cat Tien, Huan Vu)
- Van Son 42 In Denver — Nang Am Cao Nguyen
  - 21. Nguoi Tinh Muon Thuo
- Van Son 43 In Atlanta — Nhung Cung Dieu Que Minh
  - 18. 999 Doa Hong
  - 25. Lien Khuc Oan Tu Ti (w/ Le Nhat Minh, Hoang Thuc Linh, Le Nguyen)
- Van Son 44 In Connecticut — Nho Nha
  - 6. Xin Mai Yeu/Xin Yeu Nhau Mai
  - 19. Yesterday Once more (w/ Cat Tien, Hoang Thuc Linh)
- Youtube Link Vanson 45 in Minnesota — Phuong Xa
  - 10. Phuong Xa
  - 25. Huyen Thoai Nguoi Con Gai (w/ Cat Tien, Trieu Minh)
- Van Son 46 in Czech Republic — Giu Tron Tinh Que
  - 9. Last Battle — Original Song by Le Ngoc — English Lyrics by Linda Chou and Vietnamese Lyrics by Trinh Ngoc
- Van Son 47 in Edmonton — He Tren Xu Lanh
  - 7. Gia Tu Tinh Yeu — Original song by Le Ngoc — Chinese lyrics written by Linda Chou and Vietnamese lyrics written by Trinh Ngoc
  - 22. Edmonton Summer — Original Song By Le Ngoc
- Van Son 48 in Chicagoland — Nhung Ngay Nang Dep
  - 1. LK Carmen/Fever
  - 7. You and Me -Original Song by Le Ngoc — English Lyrics written by Linda Chou and Vietnamese Lyrics written by Trinh Ngoc
- Van Son 49 in New York — Mot Thoi De Yeu
  - 11. Muon Mai Ben Anh

### Інші виступи
- Інтерв'ю Аулак Ой
- Радіо VNCR: акустична постановка «Бесаме Мучо» іспанською мовою.
- Радіо VNCR: акустична постановка «Historia de un Amor» мандаринською мовою.
- The Kristine Sa Show: Інтерв'ю Частина 1 [Архівовано 3 травня 2016 у Wayback Machine.], 2, 3